# Grafschaft Dunois

Provinzen Frankreichs (1477). Die Grafschaft Dunois nördlich im Zentrum, neben dem Herzogtum Orléans.

Die Grafschaft Dunois war nach der Landschaft Dunois nördlich von Blois benannt. Ihr Hauptort war Châteaudun in der Beauce, nach welchem dieses Gebiet zuvor als Grafschaft Châteaudun und (für den Vertreter des Grafen) Vizegrafschaft Châteaudun genannt wurde. Sie gehörte seit dem 10. Jahrhundert zum Herrschaftsgebiet der Grafen von Blois.

## Grafen von Dunois

### Haus Châtillon
Marguerite, Gräfin von Blois, titulierte noch als Gräfin von Châteaudun. Ihr Enkel Jean I., Graf von Blois, führte bereits den Titel Graf von Dunois.
- Jean I. de Châtillon († 28. Juni 1279?), ab 1241 Graf von Blois, Chartres und Dunois
- Jeanne de Châtillon († 19. Januar 1292), ab 1279/1280 Gräfin von Blois, Chartres, Dunois, Alençon und Le Perche, Erbtochter Jeans I., verkauft Chartres 1286 an König Philipp IV.
- Hugues II. de Châtillon († 1307), ab 1292 Graf von Blois und Dunois, Neffe Jeans I.
- Guy I. de Châtillon († August 1342), ab 1307 Graf von Blois und Dunois, Sohn Hugues’ II.
- Louis I. de Châtillon († 26. August 1346), ab 1307 Graf von Blois und Dunois, Sohn Guys I.
- Louis II. de Châtillon († 1372), ab 1346 Graf von Blois und Dunois, Sohn Louis’ I.
- Jean II. de Châtillon († Juni 1381), ab 1372 Graf von Blois und Dunois, Bruder Louis’ II.
- Guy II. de Châtillon († 22. Dezember 1397), ab 1381 Graf von Blois und Dunois, Bruder Jeans II.

Herzog Louis de Valois kaufte den Erben Guys II. die Grafschaften Blois und Dunois für 200.000 französische Kronen ab. Sein Sohn Charles de Valois, duc d’Orléans gab Dunois im Tausch gegen die Grafschaften Mortain und Gien an seinen Halbbruder, den „Bastard von Orléans“ ab.

### Haus Orléans-Longueville
- Jean, der „Bastard von Orléans“ (* 1402; † 1468), 1424–1439 Graf von Mortain und Gien, 1427–1430 Graf von Porcéan, 1430 Graf von Périgord, 1439 Graf und Vizegraf von Châteaudun und Dunois, 1443 Graf von Longueville, unehelicher Sohn des Herzogs Louis de Valois, duc d’Orléans
- François I. (* 1447, † 1491), 1468 2. Graf von Dunois, 1488 Graf von Tancarville, Vizegraf von Melun, Großkammerherr von Frankreich, Statthalter der Normandie und der Dauphiné, Connétable und Kämmerer der Normandie, Sohn Jeans
- François II. († 1512), 1491 3. Graf von Dunois, Tancarville und Montgomery, Vizegraf von Melun, im Mai 1505 Herzog von Longueville, Sohn François’ I.
- Renée (* 1508, † 1515), 1513 4. Gräfin von Dunois, Tancarville und Montgomery, Tochter François’ II.
- Louis I., † 1516, 1504–1513 souveräner Graf von Neuenburg, 1515 2. Herzog von Longueville, 5. Graf von Dunois, Tancarville und Montgomery, 1. Fürst von Chatel-Allion, Vizegraf von Melun, Abbeville, Montreuil-sur-Mer etc., Bruder François’ II.
- Claude († 1524), dessen Sohn, 1516–1524 3. Herzog von Longueville, 1516 2. souveräner Graf von Neuenburg, 6. Graf von Dunois, Sohn Louis’ I.
- Louis II. († 1537), 1524 4. Herzog von Longueville, 3. souveräner Graf von Neuenburg, 7. Graf von Dunois etc., Bruder Claudes
- François III. († 1551), 1537 5. Herzog von Longueville, 4. souveräner Graf von Neuenburg, 8. Graf von Dunois, Sohn Louis’ II.
- Léonor († 1573), 1551 6. Herzog von Longueville, 5. souveräner Graf von Neuenburg, 9. Graf von Dunois, Vetter François’ III.
- Henri I. († 1595), 1573 7. Herzog von Longueville, 6. souveräner Graf von Neuenburg, 10. Graf von Dunois, Sohn Léonors
- Henri II. († 1663), 1595 8. Herzog von Longueville, Fürst von Neuenburg, 11. Graf von Dunois, Sohn Henris I.
- Jean Louis († 1694), 1663–1668 9. Herzog von Longueville, 2. Fürst von Neuenburg, 12. Graf von Dunois, Sohn Henris II.
- Charles Paris († 1672), 1668–1672 10. Herzog von Longueville, 3. Fürst von Neuenburg, 13. Graf von Dunois, Halbbruder Jean Louis’
- Jean Louis, 2. Mal, 1672–1694

Nach dem erbenlosen Tod des Herzogs Jean Louis’ fiel Longueville zurück an die Krone.